# Wendy Turnbull
Wendy Turnbull, soprannominata Rabbit, (Brisbane, 26 novembre 1952) è un'ex tennista australiana.
Ottima doppista, vinse 9 titoli Slam e 60 tornei WTA di cui 5 Slam in doppio misto; mentre in singolare raggiunse 3 finali Slam e trionfò in 10 finali WTA. Raggiunse la 3ª posizione del ranking mondiale il 7 gennaio 1985 in singolare e in doppio la 5ª due anni più tardi. Tra il 1977 e il 1984, in singolare, è stata costantemente tra le prime 10 giocatrici del ranking mondiale.

## Biografia
Ha raggiunto tre finali Slam in singolare: agli US Open 1977, dove perse contro Chris Evert per 6-7 2-6; Open di Francia 1979, dove viene sconfitta nuovamente dalla Evert ma stavolta con un risultato ancora più netto (2-6 0-6); e agli Australian Open 1980 venendo sconfitta da Hana Mandlíková per 0-6 5-7. Tuttavia, in doppio femminile raggiunge 11 finali Slam vincendone solamente 4. Riesce a trionfare due volte agli US Open nel 1979 e nel 1982. Trionfa anche a Parigi nel 1979 e a Londra nel 1978. Nel doppio misto ha più fortuna in quanto riesce a vincere 5 volte su 6 finali Slam. È vincitrice delle edizioni del 1979 e 1982 del Roland Garros; nel 1980 degli Us Open e nel 1983 e 1984 a Wimbledon. Viene sconfitta, invece, nella stagione del 1982 nello Slam londinese.
Rappresentò l'Australia alle Olimpiadi di Seoul del 1988 vincendo la medaglia di bronzo insieme a Elizabeth Smylie, a causa della sconfitta inflitta dalla coppia futura medaglia d'oro, Pam Shriver/Zina Garrison, in semifinale. Vinsero la medaglia senza scendere in campo contro le tedesche Steffi Graf/Claudia Kohde Kilsch, in quanto in quest'Olimpiade non si disputò la gara per il 3º e il 4º posto, ma vennè assegnata direttamente la medaglia di bronzo alle quattro tenniste.
Disputa le WTA Finals nel 1980 e nel 1986 in doppio. In entrambe le edizioni raggiunge la finale avendo la meglio nell'ultima in coppia con Hana Mandlíková contro la coppia Claudia Kohde Kilsch/Helena Suková per 6-4 6-7 6-3.
In singolare ha raggiunto 31 finali vincendone solamente 10. Mentre in doppio 110 con il bilancio in parità: 55 titoli vinti e 55 finali perse. Tenendo conto anche del doppio misto sale a 60 titoli e 56 finali (116).
Vinse due edizioni dell'Hong Kong Open: quella del 1980 battendo Peanut Louie-Harper per 6-0, 6-2 e quella del 1981 avendo la meglio su Sabina Simmonds per 6-3, 6-4. Vinse anche il doppio nel 1980 in coppia con Sharon Walsh.
È una delle poche tenniste che possono vantare uno score favorevole nei confronti della campionessa tedesca Steffi Graf (2-1). Dal 1984 è Dama dell'Ordine dell'Impero Britannico. La Turnbull ha fatto parte, dal 1977 al 1988, della Squadra australiana di Fed Cup. Ha un bilancio di 46 vittorie, record australiano, e 16 sconfitte: 17-8 in singolare e 29-8 in doppio, un recordo anche questo. Raggiunse la finale 5 volte (dal '77 all''80 e nell''84) perdendo sempre: 4 volte contro gli Stati Uniti e 1 contro la Cecoslovacchia. È stata capitano della squadra negli anni tra il 1985 e il 1993. Si ritira ufficialmente nel 1989, all'età di 37 anni. Nel 1993, la sua città natale ha denominato un parco in suo onore.

## Finali Grand Slam

### Singolare

#### Sconfitte (3)
| Anno | Torneo          | Superficie | Avversario      | Risultato   |
| ---- | --------------- | ---------- | --------------- | ----------- |
| 1977 | US Open         | Terra      | Chris Evert     | 6(3)–7, 2-6 |
| 1979 | Roland Garros   | Terra      | Chris Evert     | 2-6, 0-6    |
| 1980 | Australian Open | Erba       | Hana Mandlíková | 0-6, 5-7    |

### Doppio

#### Vittorie (4)
| Anno | Torneo              | Superficie  | Compagna            | Avversarie in finale                 | Punteggio     |
| 1978 | Torneo di Wimbledon | Erba        | Kerry Melville Reid | Mima Jaušovec Virginia Ruzici        | 4-6, 9-8, 6-3 |
| 1979 | Open di Francia     | Terra rossa | Betty Stöve         | Françoise Dürr Virginia Wade         | 3-6, 7-5, 6-4 |
| 1979 | US Open             | Cemento     | Betty Stöve         | Billie Jean King Martina Navrátilová | 5-7, 6-3, 6-2 |
| 1982 | US Open             | Cemento     | Rosie Casals        | Barbara Potter Sharon Walsh          | 6-4, 6-4      |

#### Sconfitte (7)
| Anno | Torneo              | Superficie  | Compagna            | Avversarie in finale                 | Punteggio     |
| 1978 | US Open             | Cemento     | Kerry Melville Reid | Billie Jean King Martina Navrátilová | 6-7, 4-6      |
| 1979 | Torneo di Wimbledon | erba        | Betty Stöve         | Billie Jean King Martina Navrátilová | 7-5, 3-6, 2-6 |
| 1980 | Torneo di Wimbledon | Erba        | Rosie Casals        | Kathy Jordan Anne Smith              | 6-4, 5-7, 1-6 |
| 1981 | US Open             | Cemento     | Rosie Casals        | Kathy Jordan Anne Smith              | 3-6, 3-6      |
| 1982 | Open di Francia     | Terra rossa | Rosie Casals        | Martina Navrátilová Anne Smith       | 3-6, 4-6      |
| 1983 | Torneo di Wimbledon | Erba        | Rosie Casals        | Martina Navrátilová Pam Shriver      | 2-6, 2-6      |
| 1983 | Australian Open     | Erba        | Anne Hobbs          | Martina Navrátilová Pam Shriver      | 4-6, 7-6, 2-6 |
| 1984 | US Open             | Cemento     | Anne Hobbs          | Martina Navrátilová Pam Shriver      | 2-6, 4-6      |
| 1986 | Torneo di Wimbledon | Erba        | Hana Mandlíková     | Martina Navrátilová Pam Shriver      | 1-6, 3-6      |
| 1986 | US Open             | Cemento     | Hana Mandlíková     | Martina Navrátilová Pam Shriver      | 4-6, 6-3, 4-6 |
| 1988 | Australian Open     | Erba        | Chris Evert         | Martina Navrátilová Pam Shriver      | 0-6, 5-7      |

### Doppio misto

#### Vittorie (5)
| Anno | Torneo              | Superficie  | Compagno      | Avversari in finale           | Punteggio     |
| 1979 | Open di Francia     | Terra rossa | Bob Hewitt    | Virginia Ruzici Ion Ţiriac    | 6-3, 2-6, 6-3 |
| 1980 | US Open             | Cemento     | Marty Riessen | Betty Stöve Frew McMillan     | 4-6, 6-3, 4-6 |
| 1982 | Open di Francia     | Terra rossa | John Lloyd    | Cláudia Monteiro Cássio Motta | 6-2, 7-6      |
| 1983 | Torneo di Wimbledon | Erba        | John Lloyd    | Billie Jean King Steve Denton | 6-7, 7-6, 7-5 |
| 1984 | Torneo di Wimbledon | Erba        | John Lloyd    | Kathy Jordan Steve Denton     | 6-3, 3-6      |

#### Sconfitte (1)
| Anno | Torneo              | Superficie | Compagno   | Avversari in finale     | Punteggio     |
| 1982 | Torneo di Wimbledon | Erba       | John Lloyd | Anne Smith Kevin Curren | 6-2, 3-6, 5-7 |

## Riconoscimenti
- Australian Tennis Hall of Fame, 2009[1]